# Dacrymyces
Dacrymyces, del griego clasico δάκρυ (dákru), "lagrima", y μύκης (múkēs), "hongo", es un género de hongos del orden Dacrymycetales. En 2016 Catalogue of Life reseñaba un total de 59 especies para el género, ampliamente distribuidas.

## Especies
- Dacrymyces adpressus
- Dacrymyces albidus
- Dacrymyces ancoratus
- Dacrymyces ancyleus
- Dacrymyces applanatus
- Dacrymyces aquaticus
- Dacrymyces aureosporus
- Dacrymyces australis
- Dacrymyces bambusae
- Dacrymyces capitatus
- Dacrymyces cenangioides
- Dacrymyces ceraceoides
- Dacrymyces chrysocomus
- Dacrymyces chrysospermus
- Dacrymyces cokeri
- Dacrymyces concavus
- Dacrymyces conformis
- Dacrymyces coryneoides
- Dacrymyces cupularis
- Dacrymyces dacryomitriformis
- Dacrymyces dendrocalami
- Dacrymyces dictyosporus
- Dacrymyces enatus
- Dacrymyces falcatus
- Dacrymyces fennicus
- Dacrymyces flabelliformis
- Dacrymyces flavus
- Dacrymyces fuscominus
- Dacrymyces gallaica
- Dacrymyces gangliformis
- Dacrymyces intermedius
- Dacrymyces kohyasanus
- Dacrymyces lacrymalis
- Dacrymyces macnabbii
- Dacrymyces marginatus
- Dacrymyces minor
- Dacrymyces minutus
- Dacrymyces nigrescens
- Dacrymyces nikkomontanus
- Dacrymyces novae-zelandiae
- Dacrymyces ovisporus
- Dacrymyces paraphysatus
- Dacrymyces pezizoides
- Dacrymyces pulcher
- Dacrymyces punctiformis
- Dacrymyces puniceus
- Dacrymyces quercicola
- Dacrymyces roseotinctus
- Dacrymyces rubiformis
- Dacrymyces san-augustinii
- Dacrymyces sichuanensis
- Dacrymyces stillatus
- Dacrymyces subalpinus
- Dacrymyces subtristis
- Dacrymyces tortus
- Dacrymyces tremellosus
- Dacrymyces tulasnei
- Dacrymyces variisporus
- Dacrymyces yunnanensis

## Galería

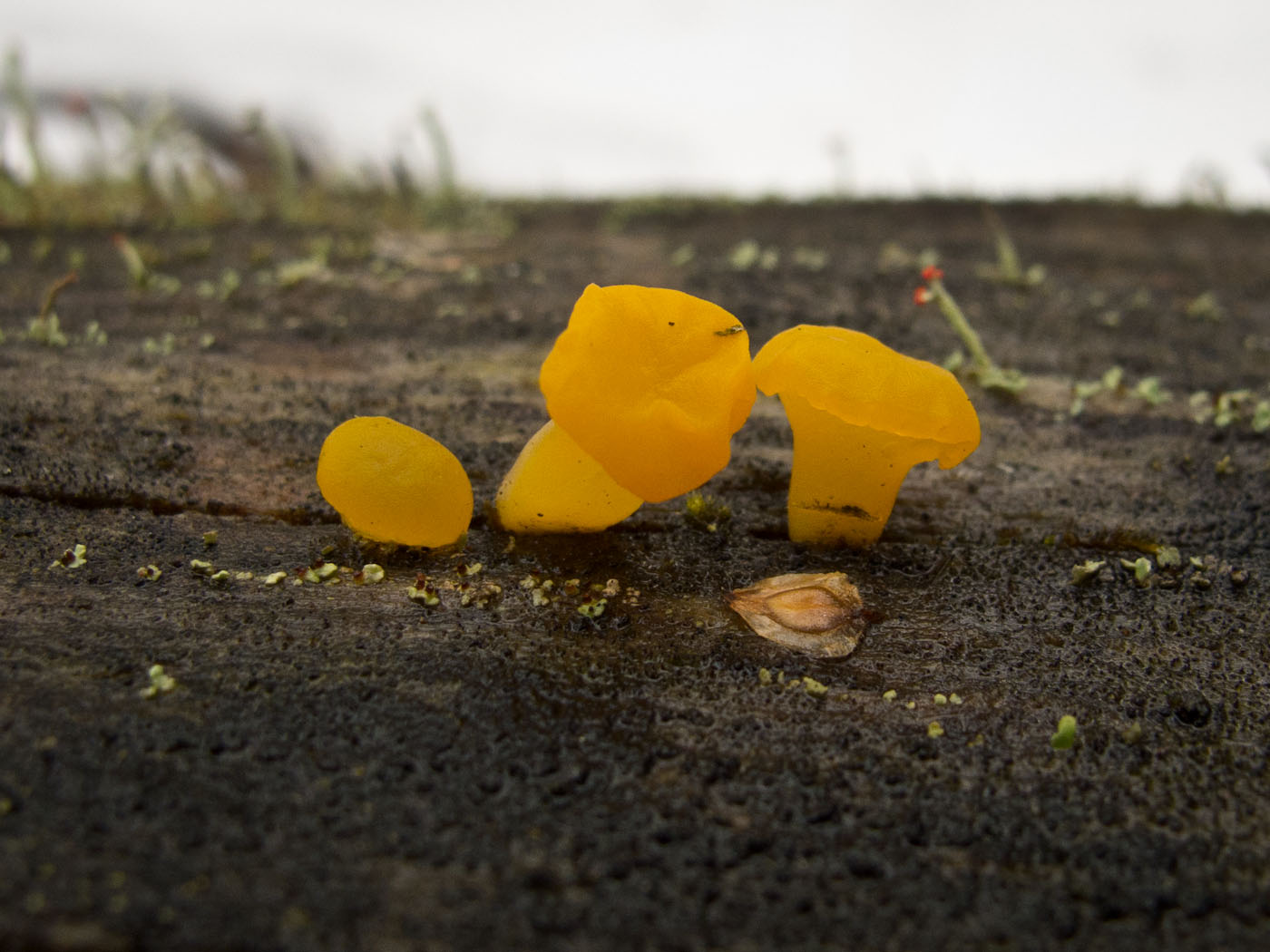
Dacrymyces capitatus.
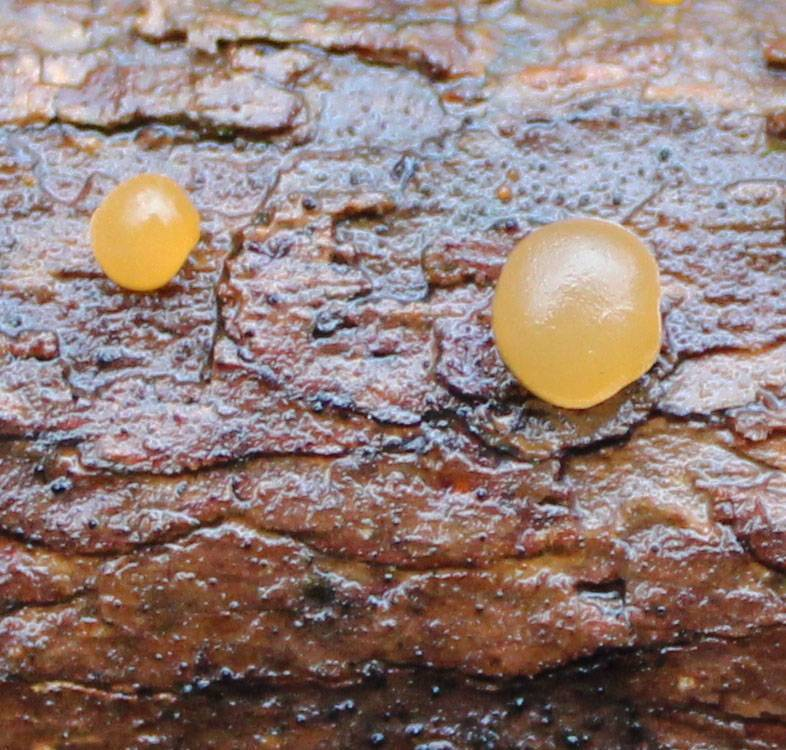
Dacrymyces lacrymalis.
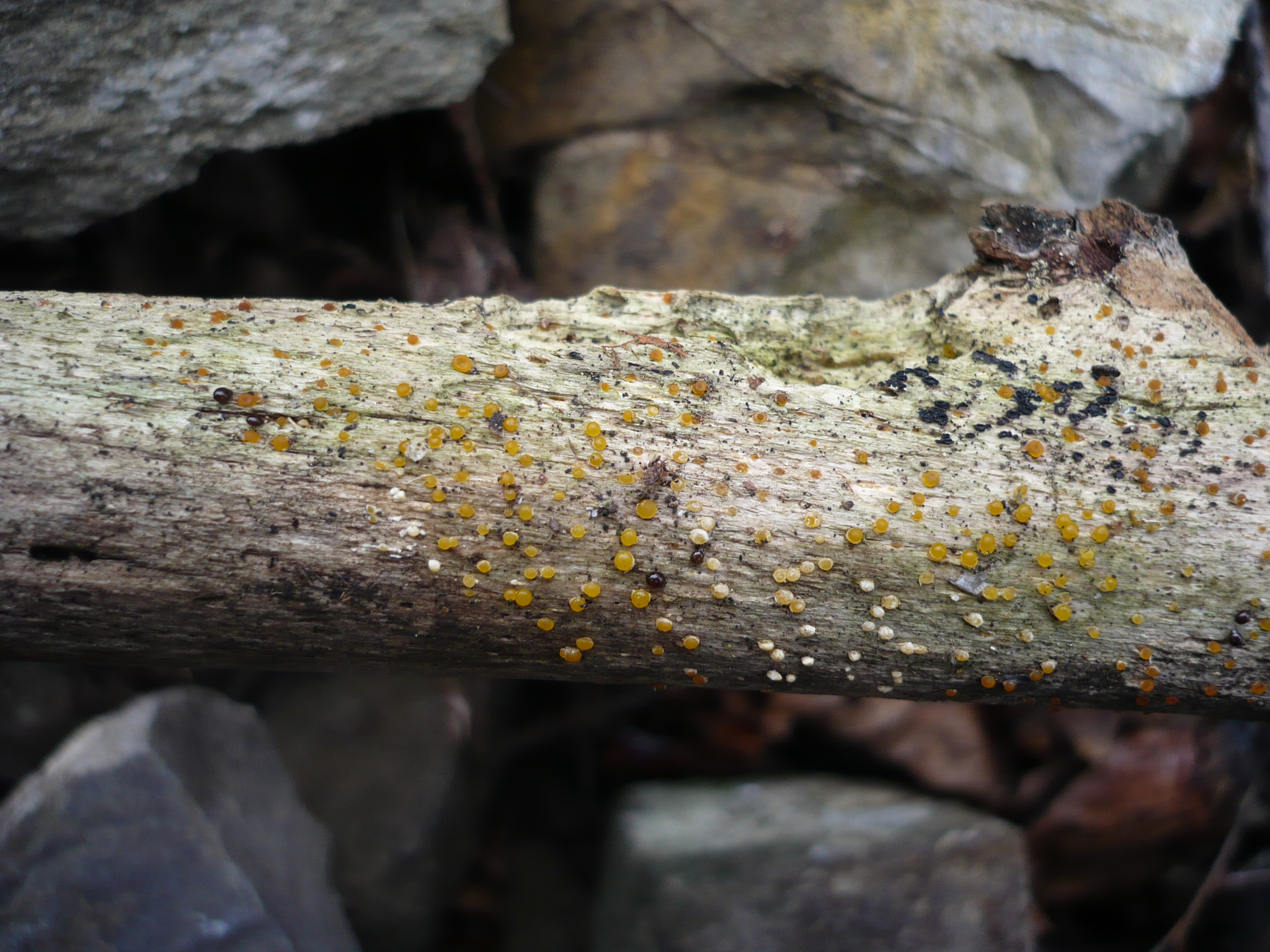
Dacrymyces minor.
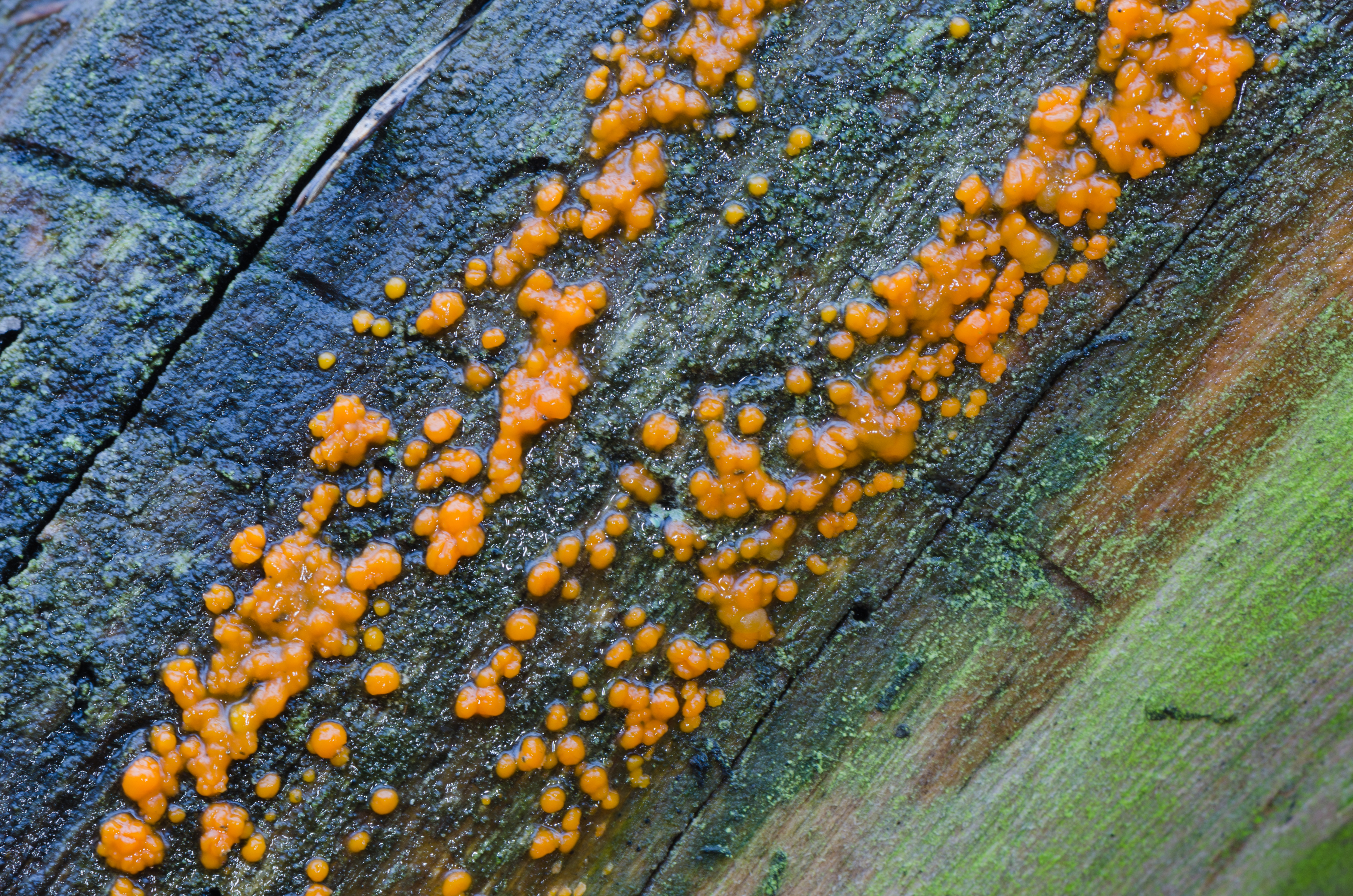
Dacrymyces stillatus.
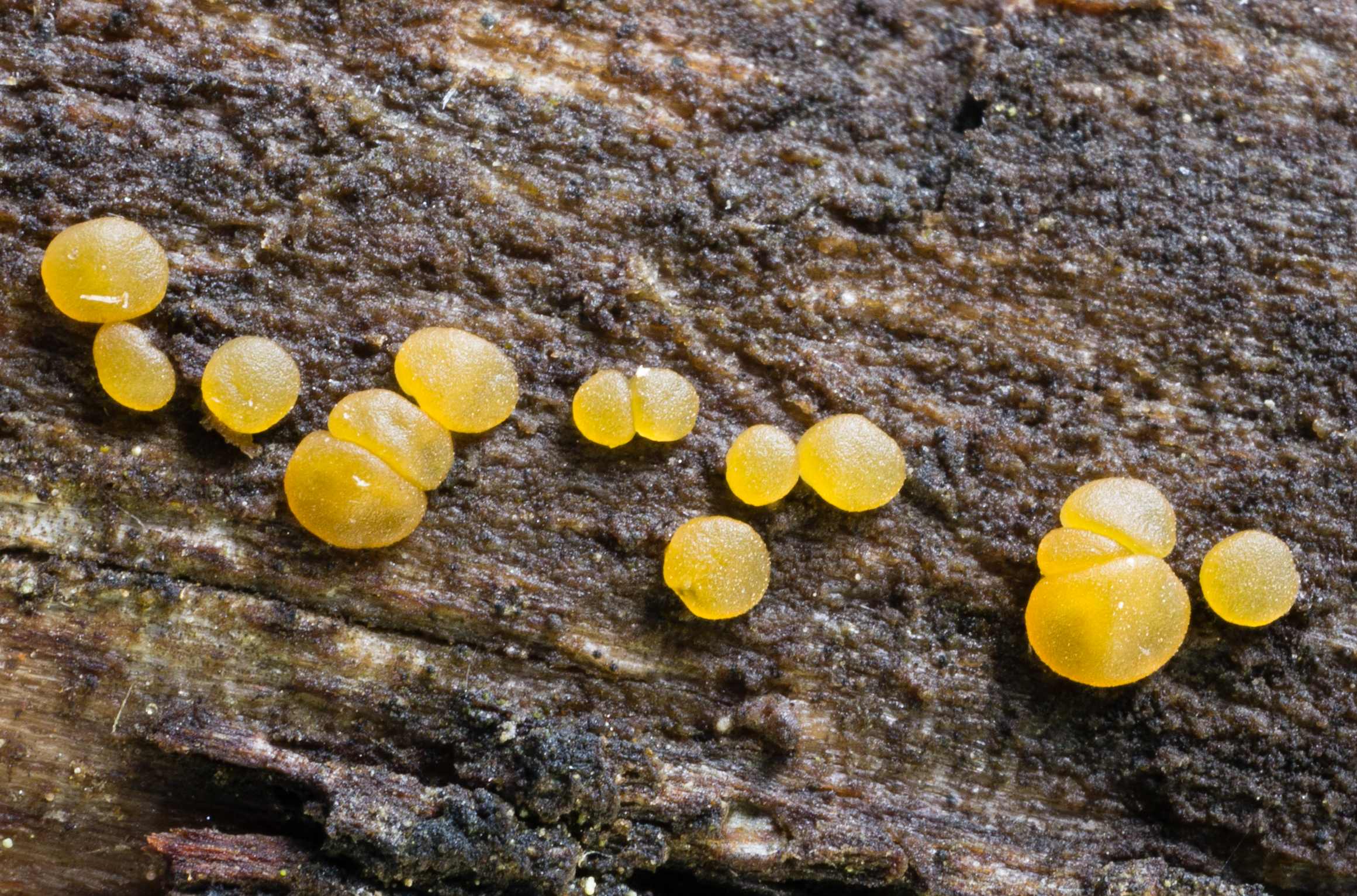
Dacrymyces variisporus.